# 2014-es salakmotor-világbajnokság
A 2014-es salakmotor-világbajnokság a Speedway Grand Prix éra 20., összességében pedig a széria 69. szezonja volt. Az idény április 5-én kezdődött Új-Zélandon a Western Springs  stadionban és Lengyelországban végződött a Rose Motoarena helyszínén október 11-én.
Greg Hancock szerezte meg a bajnoki címet, Krzysztof Kasprzakkal és Nicki Pedersennel szemben. A címvédő Tai Woffinden volt, aki a negyedik pozícióban fejezte be a szezont.

## Versenyzők
A szezon során összesen 15 állandó versenyző vett részt a versenyeken. A résztvevők a következőképpen tevődtek össze:
- A 2013-as szezon első nyolc helyezettje automatikusan helyet kapott a mezőnyben.[4]
- Az idény előtt megrendezett Grand Prix Challenge három leggyorsabb versenyzője kvalifikálhatott a mezőnybe.[5]
- Az utolsó négy hely sorsáról a bajnokság promótere, a Benfield Sports International döntött, amely a tavalyi szezon eredménye alapján választott.[6]
- A mezőnyt továbbá szabadkártyás és helyettesítő résztvevők, valamint pályatartalékok egészítették ki.

Változás az előző évekhez képest, hogy az állandó és helyettesítő résztvevők ettől a szezontól kezdve saját maguk választhatták ki a rajtszámúkat.
| #                        | Motorversenyző         | Továbbjutás        | Fordulók           |
| Állandó résztvevők       | Állandó résztvevők     | Állandó résztvevők | Állandó résztvevők |
| ------------------------ | ---------------------- | ------------------ | ------------------ |
| 1                        | Tai Woffinden          | automatikus        | 1–8, 10–12         |
| 5                        | Nicki Pedersen         | automatikus        | összes             |
| 23                       | Chris Holder           | kiválasztás        | 1–5, 8–12          |
| 33                       | Jarosław Hampel        | automatikus        | összes             |
| 37                       | Chris Harris[a]        | helyettesítés      | összes             |
| 43                       | Darcy Ward             | automatikus        | 1–7                |
| 45                       | Greg Hancock           | automatikus        | 1–9, 11–12         |
| 55                       | Matej Žagar            | automatikus        | összes             |
| 66                       | Fredrik Lindgren       | kiválasztás        | összes             |
| 75                       | Troy Batchelor[b]      | helyettesítés      | összes             |
| 84                       | Martin Smolinski       | kvalifikáció       | összes             |
| 88                       | Niels Kristian Iversen | automatikus        | 1–9                |
| 91                       | Kenneth Bjerre         | kvalifikáció       | összes             |
| 100                      | Andreas Jonsson        | kiválasztás        | összes             |
| 505                      | Krzysztof Kasprzak     | kvalifikáció       | 1–2, 4–12          |
| Szabadkártyás résztvevők |                        |                    |                    |
| 16                       | Jason Bunyan           |                    | 1                  |
| 16                       | Adrian Miedziński      |                    | 2, 12              |
| 16                       | Joonas Kylmäkorpi      |                    | 3                  |
| 16                       | Vaclav Milik           |                    | 4                  |
| 16                       | Peter Ljung            |                    | 5                  |
| 16                       | Peter Kildemand        |                    | 6, 10              |
| 16                       | Craig Cook             |                    | 7                  |
| 16                       | Andžejs Ļebedevs       |                    | 8                  |
| 16                       | Bartosz Zmarzlik       |                    | 9                  |
| 16                       | Tomas H. Jonasson      |                    | 11                 |
| Pályatartalékok          |                        |                    |                    |
| 17                       | Kauko Nieminen         |                    | 3                  |
| 17                       | Kjasts Puodžuks        |                    | 7                  |
| 17                       | Adrian Cyfer           |                    | 9                  |
| 17                       | Pawel Przedpelski      |                    | 12                 |
| 18                       | Lukasz Kaczmarek       |                    | 9                  |
| 18                       | Lasse Bjerre           |                    | 10                 |
| 20                       | Mikkel B. Jensen       |                    | 10                 |
| 20                       | Kim Nilsson            |                    | 11                 |
| 20                       | Maciej Janowski        |                    | 12                 |
| Helyettesítő résztvevők  |                        |                    |                    |
| 19                       | Michael Jepsen Jensen  |                    | 6–7, 9–11          |

Megjegyzések:
- Csak azok a helyettesítők és pályatartalékok szerepelnek a listán, akik legalább egy versenyen részt vettek a szezon során.
- ↑ a:  Eredetileg Tomasz Gollob kiválasztás alapján teljesíthette volna a szezont, azonban szponzori problémákra hivatkozva visszalépett. Helyettese a brit Chris Harris volt.[8]
- ↑ b:  Eredetileg Emil Szajfutgyinov automatikusan helyet kapott a mezőnyben, azonban az előző szezon során elszenvedett sérülései miatt visszalépett. Helyettese az ausztrál Troy Batchelor volt.[9]

## Versenynaptár és eredmények
| Forduló | Dátum          | Helyszín                 | Győztes                | Második         | Harmadik           | Negyedik              | Listavezető        | Előny |
| ------- | -------------- | ------------------------ | ---------------------- | --------------- | ------------------ | --------------------- | ------------------ | ----- |
| 1       | április 5.     | Western Springs Stadion  | Martin Smolinski       | Nicki Pedersen  | Krzysztof Kasprzak | Fredrik Lindgren      | Nicki Pedersen     | 2     |
| 2       | április 26.    | Polonia Stadion          | Krzysztof Kasprzak     | Darcy Ward      | Jarosław Hampel    | Greg Hancock          | Krzysztof Kasprzak | 11    |
| 3       | május 17.      | Tampere Stadion          | Matej Žagar            | Tai Woffinden   | Fredrik Lindgren   | Greg Hancock          | Krzysztof Kasprzak | 1     |
| 4       | május 31.      | Markéta Stadion          | Tai Woffinden          | Greg Hancock    | Matej Žagar        | Nicki Pedersen        | Tai Woffinden      | 0     |
| 5       | június 14.     | Markéta Stadion          | Tai Woffinden          | Greg Hancock    | Chris Holder       | Jarosław Hampel       | Tai Woffinden      | 1     |
| 6       | június 28.     | Parken Stadion           | Niels Kristian Iversen | Troy Batchelor  | Greg Hancock       | Peter Kildemand       | Greg Hancock       | 1     |
| 7       | július 12.     | Millennium Stadion       | Greg Hancock           | Tai Woffinden   | Darcy Ward         | Krzysztof Kasprzak    | Tai Woffinden      | 6     |
| 8       | augusztus 17.  | Latvijas Spīdveja Centrs | Krzysztof Kasprzak     | Nicki Pedersen  | Greg Hancock       | Kenneth Bjerre        | Greg Hancock       | 2     |
| 9       | augusztus 30.  | Jancarz Stadion          | Bartosz Zmarzlik       | Matej Žagar     | Krzysztof Kasprzak | Michael Jepsen Jensen | Greg Hancock       | 11    |
| 10      | szeptember 13. | Speedway Center          | Andreas Jonsson        | Peter Kildemand | Krzysztof Kasprzak | Troy Batchelor        | Greg Hancock       | 4     |
| 11      | szeptember 27. | Friends Arena            | Jarosław Hampel        | Greg Hancock    | Krzysztof Kasprzak | Chris Holder          | Greg Hancock       | 9     |
| 12      | október 11.    | Rose Motoarena           | Krzysztof Kasprzak     | Andreas Jonsson | Jarosław Hampel    | Nicki Pedersen        | Greg Hancock       | 8     |

## Végeredmény
Pontrendszer
A résztvevők a teljes forduló során szerezhetnek pontokat, így lehetséges, hogy nem az első helyezett szerzi a legtöbb pontot. A versenyzők a következőképpen szerezhetnek pontokat:
| Pozíció | 1. | 2. | 3. | 4. |
| Pont    | 3  | 2  | 1  | 0  |
| ------- | -- | -- | -- | -- |

| Pozíció | Versenyző              | NZL | EUR | FIN | CZE | SWE | DEN | GBR | LAT | POL | NOR | SCA | PL2 | Pont |
| ------- | ---------------------- | --- | --- | --- | --- | --- | --- | --- | --- | --- | --- | --- | --- | ---- |
|         | Greg Hancock           | 6   | 16  | 12  | 12  | 16  | 11  | 14  | 16  | 9   | –   | 15  | 13  | 140  |
|         | Krzysztof Kasprzak     | 17  | 18  | –   | 7   | 0   | 7   | 10  | 17  | 16  | 12  | 11  | 17  | 132  |
|         | Nicki Pedersen         | 19  | 5   | 10  | 10  | 11  | 5   | 8   | 18  | 7   | 8   | 6   | 14  | 121  |
| 4.      | Tai Woffinden          | 7   | 5   | 16  | 18  | 17  | 9   | 18  | 8   | –   | 7   | 7   | 9   | 121  |
| 5.      | Matej Žagar            | 6   | 6   | 15  | 16  | 10  | 7   | 6   | 9   | 16  | 6   | 12  | 5   | 114  |
| 6.      | Andreas Jonsson        | 7   | 10  | 7   | 7   | 4   | 6   | 8   | 6   | 4   | 15  | 12  | 17  | 103  |
| 7.      | Chris Holder           | 11  | 11  | 10  | 8   | 15  | –   | –   | 6   | 9   | 10  | 13  | 7   | 100  |
| 8.      | Jarosław Hampel        | 8   | 14  | 7   | 2   | 13  | 10  | 5   | 4   | 0   | 3   | 21  | 11  | 98   |
| 9.      | Troy Batchelor         | 4   | 4   | 10  | 3   | 5   | 20  | 3   | 8   | 9   | 13  | 6   | 6   | 91   |
| 10.     | Fredrik Lindgren       | 13  | 5   | 12  | 8   | 5   | 4   | 10  | 6   | 6   | 9   | 9   | 3   | 90   |
| 11.     | Niels Kristian Iversen | 6   | 10  | 6   | 13  | 11  | 16  | 12  | 7   | 6   | –   | –   | –   | 87   |
| 12.     | Martin Smolinski       | 15  | 7   | 9   | 6   | 3   | 5   | 8   | 6   | 5   | 6   | 7   | 4   | 81   |
| 13.     | Kenneth Bjerre         | 11  | 4   | 3   | 4   | 10  | 3   | 4   | 11  | 10  | 10  | 1   | 8   | 79   |
| 14.     | Darcy Ward             | 5   | 16  | 8   | 16  | 6   | 9   | 15  | –   | –   | –   | –   | –   | 75   |
| 15.     | Chris Harris           | 0   | 2   | 4   | 6   | 5   | 3   | 6   | 3   | 6   | 5   | 4   | 4   | 48   |
| 16.     | Michael Jepsen Jensen  | –   | –   | –   | –   | –   | 8   | 9   | –   | 14  | 7   | 4   | –   | 42   |
| 17.     | Peter Kildemand        | –   | –   | –   | –   | –   | 15  | –   | –   | –   | 18  | –   | –   | 33   |
| 18.     | Bartosz Zmarzlik       | –   | –   | –   | –   | –   | –   | –   | –   | 17  | –   | –   | –   | 17   |
| 19.     | Adrian Miedziński      | –   | 5   | –   | –   | –   | –   | –   | –   | –   | –   | –   | 9   | 14   |
| 20.     | Kjasts Puodžuks        | –   | –   | –   | –   | –   | –   | 10  | –   | –   | –   | –   | –   | 10   |
| 21.     | Tomas H. Jonasson      | –   | –   | –   | –   | –   | –   | –   | –   | –   | –   | 7   | –   | 7    |
| 22.     | Peter Ljung            | –   | –   | –   | –   | 7   | –   | –   | –   | –   | –   | –   | –   | 7    |
| 23.     | Mikkel B. Jensen       | –   | –   | –   | –   | –   | –   | –   | –   | –   | 7   | –   | –   | 7    |
| 24.     | Maciej Janowski        | –   | –   | –   | –   | –   | –   | –   | –   | –   | –   | –   | 7   | 7    |
| 25.     | Joonas Kylmäkorpi      | –   | –   | 5   | –   | –   | –   | –   | –   | –   | –   | –   | –   | 5    |
| 26.     | Kauko Nieminen         | –   | –   | 4   | –   | –   | –   | –   | –   | –   | –   | –   | –   | 4    |
| 27.     | Pawel Przedpelski      | –   | –   | –   | –   | –   | –   | –   | –   | –   | –   | –   | 4   | 4    |
| 28.     | Andžejs Ļebedevs       | –   | –   | –   | –   | –   | –   | –   | 3   | –   | –   | –   | –   | 3    |
| 29.     | Kim Nilsson            | –   | –   | –   | –   | –   | –   | –   | –   | –   | –   | 3   | –   | 3    |
| 30.     | Jason Bunyan           | 2   | –   | –   | –   | –   | –   | –   | –   | –   | –   | –   | –   | 2    |
| 31.     | Craig Cook             | –   | –   | –   | –   | –   | –   | 2   | –   | –   | –   | –   | –   | 2    |
| 32.     | Vaclav Milik           | –   | –   | –   | 2   | –   | –   | –   | –   | –   | –   | –   | –   | 2    |
| 33.     | Adrian Cyfer           | –   | –   | –   | –   | –   | –   | –   | –   | 2   | –   | –   | –   | 2    |
| 34.     | Lukasz Kaczmarek       | –   | –   | –   | –   | –   | –   | –   | –   | 2   | –   | –   | –   | 2    |
| 35.     | Lasse Bjerre           | –   | –   | –   | –   | –   | –   | –   | –   | –   | 1   | –   | –   | 1    |
| Pozíció | Versenyző              | NZL | EUR | FIN | CZE | SWE | DEN | GBR | LAT | POL | NOR | SCA | PL2 | Pont |

| Szín      | Eredmény                 |
| --------- | ------------------------ |
| Arany     | Győztes                  |
| Ezüst     | 2. helyezett             |
| Bronz     | 3. helyezett             |
| Sötétzöld | 4. helyezett             |
| Zöld      | A középdöntőben kiesett  |
| Fehér     | A selejtezőben kiesett   |
| Piros     | Nem vett részt a futamon |